# Crowheart, Wyoming
Crowheart är en mindre ort (census-designated place) i Fremont County i västra delen av den amerikanska delstaten Wyoming.  Befolkningen uppgick till 141 invånare vid 2010 års federala folkräkning. 

## Geografi
Orten ligger i Wind Rivers floddal och Wind Rivers indianreservat, omkring 80 kilometer (50 miles) nordväst om Riverton, Wyoming. Närmaste stad är Dubois, Wyoming, omkring 43 kilometer åt nordväst.

## Kommunikationer
Den federala landsvägen U.S. Route 26 går genom orten.

## Kända invånare
- Matthew Fox, skådespelare känd från Ensamma Hemma och Lost, växte upp i Crowheart.